# Nitroxilo
El nitroxilo es un compuesto químico con la fórmula HNO. Es bien sabido en la fase gaseosa. En solución acuosa actúa como un ácido con la base conjugada NO−, (pKa = 11.4). NO− es la forma reducida del óxido nítrico (NO) y es isoelectrónico con dioxígeno. En nitroxilo puede formarse con un intermediario de reacción.
 
El nitroxilo es muy reactivo hacia nucleófilos (especialmente tioles) y rápidamente dimeriza al ácido hiponitroso, H2N2O2, que luego se deshidrata a óxido nitroso N2O. Por lo tanto, el HNO es generalmente preparado in situ por ejemplo, con los compuestos como sal de Angeli (Na2N2O3) y ácido Piloty (PhSO2NHOH) cuando sea necesario.
El nitroxilo muestra potencial en el tratamiento de la insuficiencia cardiaca y la investigación en curso se centra en la búsqueda de nuevos donantes nitroxilo. En un estudio, donantes, se preparan por oxidación orgánica de la oxima ciclohexanona con tetraacetato de plomo para acetato nitrosociclohexilo 1:
Este compuesto puede ser hidrolizado en las condiciones en un tampón fosfato a nitroxilo HNO, ácido acético y ciclohexanona. 
Otros estudios que se han realizado sobre los precursores en HNO incluyen los de Nagasawa et al. en el que el ácido Piloty es derivatizado y produce la descomposición térmica del HNO. Otros estudios notables sobre la producción de HNO provienen del Toscano et al. en el que especies de cicloaducto de acil (que se sabe que se descomponen por hidrólisis de HNO y ácido acilo) se sintetizan. Sobre fotólisis estos compuestos liberan especies acilo que luego se descomponen más. 
Para más información remitirse al libro "The Chemistry and Biology of Nitroxyl".